# Istituto Marangoni
Istituto Marangoni je soukromá italská škola módy a designu. Sídlí v Miláně v Lombardii v severní Itálii a má pobočky ve Florencii, Londýně a Paříži, Šanghaji a Šen-čenu v Číně, Bombaji v Indii a Miami ve Spojených státech amerických.

## Historie
Školu založil v Miláně v roce 1935 krejčí Giulio Marangoni a v roce 1942 se přeměnila na Scuola Professionale Artistica neboli „profesionální uměleckou školu“. Škola nejprve připravovala především švadleny; v 70. a 80. letech se obrátila k módnímu návrhářství, vývoji produktů a marketingu.
Londýnská pobočka byla otevřena v bývalé textilní továrně na 30 Fashion Street ve Spitalfieldsu v roce 2003 a pobočka v Paříži byla otevřena v roce 2006. Pobočka na Via de' Tornabuoni v centru Florencie byla otevřena v roce 2016. V Číně byly pobočky otevřeny v Šanghaji v roce 2013 a v Šen-čenu v roce 2016. Svou první pobočku v Indii, v Bombaji, otevřel institut v červenci 2017.
V roce 2010 studovalo ve třech kampusech asi 2 200 studentů 70 národností.
V roce 2011 prodala Career Education Corporation Istituto Marangoni společnosti Providence Equity Partners za cenu odhadovanou mezi 17 a 20 miliony dolarů.

## Akreditace
Od června 2016 je Istituto Marangoni zařazen italským ministerstvem školství, Ministero dell'Istruzione, dell'Università e della Ricerca, mezi instituce oprávněné udělovat diplomy v oblasti hudby, tance a umění.
Ve Spojeném království jsou jeho bakalářské a magisterské programy ověřovány Manchesterskou metropolitní univerzitou, která také uděluje magisterské tituly na pobočce v Paříži. Tříletý kurz módní stylistiky v Paříži schvaluje Commission nationale de la Certificate professionnelle.

## Absolventi
Mezi absolventy školy patří Franco Moschino, Domenico Dolce (který odešel po čtyřech měsících v domnění, že ho škola nemá co naučit), Alessandra Facchinettiová, Anna Barrosová, Paula Cademartoriová, Sandra Mansourová, Julie de Libranová, Rahul Mishra, Rafael Lopez a Alessandro Sartori.